# کارمو دو میناس
کارمو دو میناس (به پرتغالی: Carmo de Minas) یک منطقهٔ مسکونی در برزیل است که در میناز ژرایس واقع شده‌است. کارمو دو میناس ۱۴٬۹۴۷ نفر جمعیت دارد.